# Довжик (Шосткинський район)
До́вжик —  село в Україні, у Дружбівській міській громаді Шосткинського району Сумської області. Населення становить 64 осіб. До 2016 орган місцевого самоврядування — Дружбівська міська рада.

## Географія
Село Довжик знаходиться між річками Кремля і Журавель (2-3 км). На відстані 1,5 км розташоване місто Дружба. Поруч проходить автомобільна дорога Т 1915.

## Історія
12 червня 2020 року, відповідно до Розпорядження Кабінету Міністрів України № 723-р «Про визначення адміністративних центрів та затвердження територій територіальних громад Сумської області» увійшло до складу Дружбівської міської громади.
19 липня 2020 року,  в результаті адміністративно-територіальної реформи та ліквідації Ямпільського району, село увійшло до Шосткинського району.